# Чемпіонат Європи з легкої атлетики в приміщенні 1973
Чемпіонат Європи з легкої атлетики в приміщенні 1973 відбувся 10-11 березня в роттердамському палаці «Ахой» на арені з довжиною кола 170 м.

## Призери

### Чоловіки
| Дисципліни              | Золото                                                                   | Золото       | Срібло                                                                | Срібло  | Бронза                                                           | Бронза                                     |
| ----------------------- | ------------------------------------------------------------------------ | ------------ | --------------------------------------------------------------------- | ------- | ---------------------------------------------------------------- | ------------------------------------------ |
| 60 метрів               | Зенон Новош Польща                                                       | 6,64 CR      | Манфред Кокот НДР                                                     | 6,66    | Раймо Вілен Фінляндія                                            | 6,71                                       |
| 400 метрів              | Лучано Сушань Югославія                                                  | 46,48 WIB CR | Бенно Стопс НДР                                                       | 47,31   | Даріуш Подобас Польща                                            | 47,40                                      |
| 800 метрів              | Франсіс Гонсалес Франція                                                 | 1.49,17      | Герхард Штолле НДР                                                    | 1.49,42 | Йозеф Плахій Чехословаччина                                      | 1.49,50                                    |
| 1500 метрів             | Генрик Шордиковський Польща                                              | 3.43,01      | Ерман Міньйон Бельгія                                                 | 3.43,16 | Клаус-Петер Юстус НДР                                            | 3.43,36                                    |
| 3000 метрів             | Еміль Путтеманс Бельгія                                                  | 7.44,51 CR   | Віллі Полльоніс Бельгія                                               | 7.51,86 | Пекка Пяйвярінта Фінляндія                                       | 7.52,97                                    |
| 60 метрів з бар'єрами   | Франк Зібек НДР                                                          | 7,71         | Адам Галант Польща                                                    | 7,76    | Томас Мункельт НДР                                               | 7,81                                       |
| 4×340 метрів (4×2 кола) | ФранціяЛюсьєн Сент-Роз Патрік Сальвадор Франсіс Кербір'ю Ліонель Малінгр | 2.46,00      | ФРНФалько Гайгер Карл Хонц Ульріх Райх Херман Келер                   | 2.46,42 | не вручалась (брали участь лише 2 команди)                       | не вручалась (брали участь лише 2 команди) |
| 4×680 метрів (4×4 кола) | ФРНРайнхольд Зойка Йозеф Шмід Томас Вессінгхаге Пауль-Гайнц Велльман     | 6.21,58      | ЧехословаччинаІван Ковач Йозеф Самборський Йозеф Плахій Ян Шишовський | 6.21,60 | ПольщаКшиштоф Лінковський Леслав Зайонц Чеслав Юрша Генрік Сапко | 6.26,95                                    |
| Стрибки у висоту        | Іштван Майор Угорщина                                                    | 2,20         | Іржі Палковський Чехословаччина                                       | 2,20    | Васіліос Пападімітріу Греція                                     | 2,17                                       |
| Стрибки з жердиною      | Ренато Діонізі Італія                                                    | 5,40 CR      | Ханс-Юрген Ціглер ФРН                                                 | 5,35    | Жан-Мішель Белло Франція                                         | 5,30                                       |
| Стрибки у довжину       | Ганс Баумгартнер ФРН                                                     | 7,85         | Макс Клаус НДР                                                        | 7,83    | Гжегож Цибульський Польща                                        | 7,81                                       |
| Потрійний стрибок       | Карол Корбу Румунія                                                      | 16,80        | Міхал Йоахімовський Польща                                            | 16,75   | Михайло Барібан СРСР                                             | 16,38                                      |
| Штовхання ядра          | Ярослав Брабець Чехословаччина                                           | 20,29        | Герд Лохманн НДР                                                      | 20,12   | Яромір Влк Чехословаччина                                        | 19,68                                      |

### Жінки
| Дисципліни              | Золото                                                         | Золото         | Срібло                                                          | Срібло  | Бронза                                                                     | Бронза                                     |
| ----------------------- | -------------------------------------------------------------- | -------------- | --------------------------------------------------------------- | ------- | -------------------------------------------------------------------------- | ------------------------------------------ |
| 60 метрів               | Аннегрет Ріхтер ФРН                                            | 7,27 WIB CR    | Петра Фогт НДР                                                  | 7,29    | Сільвіан Телльє Франція                                                    | 7,32                                       |
| 400 метрів              | Верона Бернард Велика Британія                                 | 53,04          | Вальтрауд Дітч НДР                                              | 53,35   | Ренате Зібах НДР                                                           | 53,49                                      |
| 800 метрів              | Стефка Йорданова Болгарія                                      | 2.02,65 WIB CR | Ельфі Рост НДР                                                  | 2.02,83 | Ельжбета Сковроньська Польща                                               | 2.02,90                                    |
| 1500 метрів             | Еллен Тіттель ФРН                                              | 4.16,17        | Тонка Петрова Болгарія                                          | 4.17,20 | Іріс Клаус НДР                                                             | 4.21,49                                    |
| 60 метрів з бар'єрами   | Аннелі Ергардт НДР                                             | 8,02 WIB CR    | Валерія Буфану Румунія                                          | 8,16    | Тереза Новак Польща                                                        | 8,23                                       |
| 4×170 метрів (4×1 колу) | ФРНКрістіане Краузе Аннегрет Ріхтер Інге Хельтен Ріта Вільден  | 1.21,15        | АвстріяБрігітте Гест Кріста Кепплінгер Кармен Мер Каролін Кефер | 1.23,33 | не вручалась (брали участь лише 2 команди)                                 | не вручалась (брали участь лише 2 команди) |
| 4×340 метрів (4×2 кола) | ФРНДагмар Йост Еріка Вайнштайн Аннелі Вільден Гізела Елленберг | 3.10,85        | ФранціяКолетт Бессон Шанталь Жувом Шанталь Леклер Ніколь Дюклос | 3.11,20 | ПольщаДанута Мановецька Марта Скшипиньська Крістіна Кацперчик Данута Пецик | 3.11,65                                    |
| Стрибки у висоту        | Йорданка Благоєва Болгарія                                     | 1,92 WIB CR    | Ріта Гільдемайстер НДР                                          | 1,86    | Мілада Карбанова Чехословаччина                                            | 1,86                                       |
| Стрибки у довжину       | Діана Йоргова Болгарія                                         | 6,45           | Ярміла Нигринова Чехословаччина                                 | 6,30    | Мірослава Сарна Польща                                                     | 6,15                                       |
| Штовхання ядра          | Гелена Фібінгерова Чехословаччина                              | 19,08          | Людвіка Хевіньська Польща                                       | 18,29   | Антоніна Іванова СРСР                                                      | 18,25                                      |

## Медальний залік
| Місце                | Країна               | Золото | Срібло | Бронза | Загалом |
| -------------------- | -------------------- | ------ | ------ | ------ | ------- |
| 1                    | ФРН                  | 6      | 2      | 0      | 8       |
| 2                    | Болгарія             | 3      | 1      | 0      | 4       |
| 3                    | НДР                  | 2      | 9      | 4      | 15      |
| 4                    | Польща               | 2      | 3      | 7      | 12      |
| 5                    | Чехословаччина       | 2      | 3      | 3      | 8       |
| 6                    | Франція              | 2      | 1      | 2      | 5       |
| 7                    | Бельгія              | 1      | 2      | 0      | 3       |
| 8                    | Румунія              | 1      | 1      | 0      | 2       |
| 9                    | Югославія            | 1      | 0      | 0      | 1       |
| 9                    | Італія               | 1      | 0      | 0      | 1       |
| 9                    | Велика Британія      | 1      | 0      | 0      | 1       |
| 9                    | Угорщина             | 1      | 0      | 0      | 1       |
| 13                   | Австрія              | 0      | 1      | 0      | 1       |
| 14                   | СРСР                 | 0      | 0      | 2      | 2       |
| 14                   | Фінляндія            | 0      | 0      | 2      | 2       |
| 16                   | Греція               | 0      | 0      | 1      | 1       |
| Загалом (16 збірних) | Загалом (16 збірних) | 23     | 23     | 21     | 67      |

## Відео
- Відеозвіт на YouTube

## Виступ українців
| Чоловіки (4) | Чоловіки (4)       | Чоловіки (4) | Чоловіки (4) |
| Місце        | Атлет              | Дисципліна   | Результат    |
| ------------ | ------------------ | ------------ | ------------ |
|              | Анатолій Ярош      | ядро         | 17,78        |
|              | Олександр Журба    | висота       | 2,11         |
|              | Рустам Ахметов     | висота       | 2,08         |
| заб          | Володимир Яровенко | 1500 м       | 3.48,37      |

| Жінки (1) | Жінки (1)     | Жінки (1)  | Жінки (1) |
| Місце     | Атлетка       | Дисципліна | Результат |
| --------- | ------------- | ---------- | --------- |
| заб       | Ніна Зюськова | 400 м      | 56,32     |